# Großdubrau
Großdubrau (szorb nyelven Wulka Dubrawa) település Németországban, azon belül Szászország tartományban. Lakosainak száma 4144 fő (2023. december 31.). Großdubrau Bautzen, Malschwitz, Radibor és Boxberg/O.L. községekkel határos.

## Népesség
A település népességének változása:
| Lakosok száma | 4264 | 4248 | 4181 | 4168 | 4144 |
|               | 2017 | 2019 | 2021 | 2022 | 2023 |